# Đài Phát thanh – Truyền hình Bình Dương
Đài Phát thanh – Truyền hình Bình Dương là một đài phát thanh và truyền hình trực thuộc Ủy ban nhân dân Thành phố Hồ Chí Minh. Đài có trụ sở tại số 46 Đại lộ Bình Dương, phường Phú Hòa, thành phố Thủ Dầu Một, tỉnh Bình Dương cũ (nay là phường Phú Lợi, Thành phố Hồ Chí Minh) và từ tháng 10 năm 2023 đã dời toàn bộ cơ sở chính vào địa chỉ: Số 9, đường Lê Duẩn, khu phố 02, phường Hòa Phú, thành phố Thủ Dầu Một, tỉnh Bình Dương cũ (nay là phường Bình Dương, Thành phố Hồ Chí Minh).
Các kênh truyền hình của Đài Phát thanh – Truyền hình Bình Dương đã có mức độ phủ sóng ra cả nước. Sóng FM tần số 92,5 MHz của Đài Phát thanh – Truyền hình Bình Dương phủ được cả vùng Đông Nam Bộ và một phần các tỉnh phía Bắc vùng Tây Nam Bộ.

## Lịch sử
- Ngày 02/10/1977: Trên nền nhạc "Mỗi bước ta đi" của nhạc sĩ Thuận Yến[a], Đài Phát thanh Sông Bé – tiếng nói của Đảng bộ, chính quyền và nhân dân tỉnh Sông Bé cũ đã được phát sóng từ thị xã Thủ Dầu Một trên sóng AM 309m (tức 970 KHz).
- Năm 1986: Thành lập tổ truyền hình.
- Đến 11h00 ngày 18/12/1991: Khánh thành Đài tiếp vận Phát thanh – Truyền hình Bà Rá. Đài được đổi tên thành Đài Phát thanh – Truyền hình Sông Bé (STV), phát sóng thử nghiệm chương trình truyền hình đầu tiên.
- Năm 1994: Đài xây dựng phim trường sản xuất các chương trình phát thanh, truyền hình và tháp ăng ten tự đứng cao 108m, lần đầu tiên khai phá băng tần UHF trong ngành truyền hình cả nước.[1]
- Ngày 01/01/1997: Tỉnh Sông Bé tách thành 2 tỉnh là Bình Dương & Bình Phước, Đài Phát thanh – Truyền hình Bình Dương ra đời và cho phát sóng kênh BTV1.
- Ngày 31/03/1998: Nhân dịp kỷ niệm 23 năm ngày giải phóng tỉnh Bình Dương, kênh bắt đầu với việc tiếp sóng thời sự VTV1 lúc 19h hằng ngày từ đó cho đến ngày 29 tháng 9 năm 2011.
- Năm 1999: Thành lập Hãng Phim truyền hình Bình Dương, và đài cho ra đời trang web điện tử "btv.org.vn".
- Năm 2000: Khánh thành Trung tâm Kỹ thuật Phát thanh – Truyền hình Bình Dương tại số 46 Đại lộ Bình Dương, thị xã Thủ Dầu Một.
- Tháng 6 năm 2001: Bắt đầu phát sóng chương trình BTV2 từ 5h30 – 10h00, thời gian còn lại tiếp sóng kênh VTV2 để phục vụ khán giả Đông Nam Bộ.
- Năm 2002: Bắt đầu phát sóng truyền hình kỹ thuật số mặt đất trên kênh 50 và 53 UHF, tiêu chuẩn DVB-T[2]. Đồng thời bắt đầu phát sóng kênh BTV3 trên hệ thống truyền hình kỹ thuật số mặt đất, kênh 50 UHF, phát sóng 24/7. Đây là kênh truyền hình đầu tiên của Việt Nam phát sóng 24/7.
- Tháng 6 năm 2004: Đài chính thức xây dựng và đưa vào sử dụng tháp ăng ten tự đứng cao 252m, mở rộng vùng phủ sóng truyền hình lên 100 km vào tháng 4 năm 2005[3]. Kênh BTV2 phát sóng 24/7. Đồng thời, Đài bắt đầu phát sóng kênh BTV4 – kênh phim chọn lọc.
- Tháng 1 năm 2006: Bắt đầu lên sóng kênh BTV5 – Kênh chuyên biệt về thể thao.
- Năm 2007: Ra mắt kênh BTV8.
- Năm 2008: Kênh BTV2 tiếp sóng thời sự VTV1.
- Năm 2009: Ngừng phát sóng kênh 53 UHF hệ truyền hình kỹ thuật số mặt đất.
- Năm 2011: Truyền hình An Viên (AVG) bắt đầu phát sóng, và hợp tác sản xuất các kênh BTV6, BTV7, BTV9, BTV10, BTV11 với Đài.
- Trong năm 2012: Ngừng phát sóng kênh 50 UHF hệ truyền hình kỹ thuật số mặt đất, BTV chấm dứt phát sóng truyền hình kỹ thuật số. Đồng thời, kênh BTV2 ngừng phát sóng trên truyền hình tương tự mặt đất.
- Tháng 1 năm 2015: Truyền hình cáp SCTV hợp tác sản xuất kênh BTV3 và BTV5.
- Tháng 12 năm 2016: Đài Phát thanh – Truyền hình Bình Dương ngừng phát sóng kênh BTV1 trên truyền hình tương tự mặt đất.
- Tháng 10 năm 2017: Kênh BTV1 và BTV2 phát sóng theo tiêu chuẩn HD.
- Từ ngày 01/10/2018: Kênh BTV3 phát sóng tiêu chuẩn HD. Đồng thời, SCTV dừng hợp tác sản xuất kênh BTV3, trả kênh về cho Đài.
- Từ 01h31 ngày 21/09/2019: Kênh BTV6 và BTV11 được trả lại cho Đài Phát thanh – Truyền hình Bình Dương.
- Từ ngày 01/01/2020: Kênh BTV9 – An Viên chính thức được đổi tên thành An Viên TV Bchannel. Kênh do Giáo hội Phật giáo Việt Nam cùng với Tổng Công ty Truyền hình Cáp Việt Nam (VTVcab) quản lý.
- Từ ngày 25/02/2020: Kênh BTV11 chính thức phát sóng kênh mua sắm mới là Top Home Shopping.
- Từ ngày 09/02/2021: iMovie TV chính thức dừng phát sóng trên kênh BTV4 và được trả lại cho Đài Phát thanh – Truyền hình Bình Dương.
- Từ ngày 05/01/2022: Kênh BTV10 – NCM chính thức ngừng phát sóng.[4]
- Từ ngày 27/01/2023: Kênh BTV5 ngừng hợp tác với SCTV & được trả lại cho Đài Phát thanh – Truyền hình Bình Dương.
- Từ ngày 01/03/2023: Kênh BTV5 được liên kết với Tổng Công ty Truyền hình Cáp Việt Nam, bắt đầu phát sóng kênh thể thao hành động ON Sports Action.
- Từ ngày 01/01/2024: Kênh BTV4 chính thức ngừng phát sóng.[5]
- Từ ngày 01/03/2024: Kênh BTV3 và BTV6 chính thức ngừng phát sóng.[5]
- Từ ngày 01/05/2024: Kênh BTV11 chính thức ngừng phát sóng.[5]
- Từ ngày 15/01/2025: Kênh BTV5 ngừng hợp tác với SCTV & chính thức ngừng phát sóng.[6]
- Từ ngày 14/08/2025: Kênh BTV2 chính thức ngừng phát sóng và tiếp sóng hẳn sang BTV1 trong thời gian chờ gộp vào HTV.

## Lãnh đạo
- Phó Giám đốc phụ trách: Nguyễn Thanh Quang.
- Phó Giám đốc: Thượng Văn Phúc.

## Các kênh

### Phát thanh
92,5 MHz: Kênh phát thanh Bình Dương, phát sóng liên tục 21/24h.

### Truyền hình

#### Các kênh hiện nay
| Tên kênh        | Nội dung                                   | Thời gian phát sóng | Hạ tầng phủ sóng |
| --------------- | ------------------------------------------ | --- | --- |
| BTV1            | Thời sự – Chính trị – Khoa giáo – Tổng hợp | Phát từ 5h00 đến khoảng 0h30 sáng hôm sau. Bắt đầu phát sóng từ ngày 1/1/1997 với logo ban đầu là BTV. Thời lượng phát sóng trên BTV1: - 18/12/1991 - 10/6/1994: 12h00 - 16h00 và 17h00 - 20h00 (Thứ 2 - Thứ 6) (7/24h); 10h00 - 16h00 và 17h00 - 23h00 (Thứ 7 và Chủ nhật) (12/24h). - 11/6/1994 - 31/12/1996: 12h00 - 16h00 và 17h00 - 24h00 (Thứ 2 - Thứ 6) (11/24h); 06h00 - 08h00, 10h00 - 16h00 và 17h00 - 24h00 (Thứ bảy và Chủ nhật) (15/24h). - 1/1/1997 - 31/3/2000: 6h00 - 8h30, 10h00 - 16h30, 17h00 - 24h00 hàng ngày (16/24h). - 1/4/2000 - 18/1/2001: 6h00 - 24h00 hàng ngày (18/24h). - 19/1/2001 - 12/6/2005: 5h30 - 24h00 hàng ngày (18h30/24h). - 13/6/2005 - 29/4/2010: 5h00 - 24h00 hàng ngày (19/24h). - 30/4/2010 - 31/12/2018: 24/24h hàng ngày. - 1/1/2019 - nay: 5h00 - 0h30 rạng sáng ngày hôm sau (19h30/24h). | - VTVCab: Kênh 143 (DVB-C toàn quốc), cáp analog tại tỉnh Bình Dương cũ và một số tỉnh lân cận. - SCTV: Kênh 97 (DVB-C toàn quốc), cáp DVB-T2 và cáp analog tại tỉnh Bình Dương cũ và một số tỉnh lân cận. - HTVC: Kênh 17 (cáp analog tại TP. HCM). - AVG: Kênh 45 (DTT). - MyTV – VNPT: Kênh 613. - FPT: Kênh 126. - ViettelTV: Kênh 208. - VTC: Kênh 98. - SDTV: Kênh 33 UHF vị trí số 10. - Truyền hình OTT: VieON, HTVC, FPT Play, NETHub, Clip TV, MyTV, BTV go, VTVgo, VTVCab ON, HTVC TVoD, TV360. |
| BTV2            | Thể thao – Giải trí                        | Phát từ 5h00 đến khoảng 0h00 sáng hôm sau. Bắt đầu lên sóng thử nghiệm kể từ ngày 19/1/2001 và lên sóng chính thức vào ngày 31/3/2001. Thời lượng phát sóng trên BTV2: - 19/1/2001 - 30/3/2001: 5h30 - 10h00; 12h00 - 24h00 hàng ngày (17/24h, tiếp sóng VTV2 từ 10h00 - 12h00 trên kênh 50 và 53 UHF). - 31/3/2001 - 31/01/2003: 5h00 - 10h00; 12h00 - 24h00 hàng ngày (17h30/24h, tiếp sóng VTV2 từ 10h00 - 12h00). - 1/2/2003 - 31/12/2004: 5h00 - 24h00 hàng ngày (19/24h). - 1/1/2005 - 15/4/2005: 4h30 - 0h30 hàng ngày (20/24h). - 16/4/2005 - 31/12/2018: 24/24h hàng ngày. - 1/1/2019 - 14/8/2025: 5h00 - 1h00 rạng sáng ngày hôm sau (20/24h, trừ chương trình quá 1h00 thì sẽ nghỉ sóng sau khi kết thúc chương trình). | - VTVCab: Kênh 306 (DVB-C toàn quốc), cáp analog tại tỉnh Bình Dương cũ và một số tỉnh lân cận. - SCTV: Kênh 109 (DVB-C toàn quốc), cáp DVB-T2 và cáp analog tại tỉnh Bình Dương cũ và một số tỉnh lân cận. - HTVC: Kênh 106 (cáp DVB-T2 tại TP. HCM) / Kênh 99 (cáp DVB-C tại TP. HCM). - MyTV – VNPT: Kênh 612. - FPT: Kênh 127. - ViettelTV: Kênh 209. - Truyền hình OTT: VieON, HTVC, FPT Play, NETHub, Clip TV, MyTV, BTV go, TV360.                                                                  |
| BTV9 – Bchannel | Kênh Văn hóa phương Đông                   | Kênh được lên sóng từ ngày 1/6/2005, ban đầu với nội dung là kênh truyền hình chuyên biệt về gia đình và thời lượng phát sóng lúc đó là 19/24, bắt đầu từ 5h00 đến 24h00 hàng ngày. Từ ngày 1/8/2008, kênh được mang tên là BTV9 - Family. Sau đó, kênh thay đổi nội dung thành kênh Văn hóa phương Đông và An Viên lên sóng vào ngày 11/11/2011, kênh được liên kết hợp tác với Công ty Cổ phần Nghe nhìn Toàn cầu (AVG). Từ 0h00 ngày 22/11/2016, kênh BTV9 - An Viên được phát sóng trên hệ thống số của SCTV. Từ ngày 21/02/2020, nhằm phong phú hơn nội dung kênh truyền hình An Viên, kênh phát sóng thử nghiệm phiên bản mới với tên gọi An Viên TV - Bchannel, do AVG chuyển nhượng quyền sở hữu kênh cho Giáo hội Phật giáo Việt Nam và VTVCab. Từ 10h17 ngày 8/8/2020, kênh chính thức phát sóng với nội dung phong phú và sự hợp tác đa nền tảng. Từ 18h35 ngày 6/2/2023, kênh BTV9 chính thức không còn sử dụng thương hiệu An Viên TV - Bchannel. Trong giai đoạn từ 11h49 đến 14h46 ngày 2/4/2023, kênh tạm ngừng phát sóng vì lý do lỗi kỹ thuật. Từ ngày 18/5/2023, kênh BTV9 chính thức đổi tên thành BTV9 - Bchannel. Thời lượng phát sóng trên BTV9: - 1/6/2005 - 10/11/2011: 5h00 - 24h00 hàng ngày (19/24h). - 11/11/2011 - 20/2/2020: 6h00 - 24h00 hàng ngày (18/24h). - 21/2/2020 - nay: 24/24h hàng ngày. | - VTVCab: Kênh 88 - SCTV: Kênh 248 - AVG: Kênh 2 - MyTV – VNPT: Kênh 616 - FPT: Kênh 96 - ViettelTV: Kênh 177 - Truyền hình OTT: VTVCab ON, MyTV, NETHub, VieON, FPT Play, TV360 |

#### Các kênh trước đây
| Tên kênh                  | Nội dung                             | Thời gian phát sóng | Ghi chú |
| ------------------------- | ------------------------------------ | --- | --- |
| BTV3                      | Kênh Thông tin – Kinh tế – Giải trí  | Tiền thân của kênh là kênh BTV Digital được lên sóng vào ngày 3/2/2002 và phát sóng trên tần số CH.50 DVB-T1, phát với thời lượng 24/24h hàng ngày. Từ ngày 1/2/2003, kênh BTV Digital được đổi tên thành BTV3. Từ ngày 1/6/2013 đến hết ngày 5/1/2015, kênh được Đài PT-TH Bình Dương và Yeah1 sở hữu. Từ 0h00 ngày 8/9/2013, kênh được phát sóng trên hệ thống của VTVCab đến khi ngừng phát sóng trên hệ thống này từ ngày 5/1/2015. Từ 0h00 ngày 6/1/2015 đến hết ngày 30/9/2018, kênh được Đài PT-TH Bình Dương và SCTV sở hữu. Từ ngày 1/10/2018, SCTV ngừng hợp tác kênh BTV3 và được trả về cho Đài PT-TH Bình Dương. Đồng thời, kênh được nâng cấp phát sóng theo dưới dạng HD. Từ 0h00 ngày 1/3/2024, kênh BTV3 chính thức ngừng phát sóng. Thời lượng phát sóng trên BTV3: - BTV Digital: - 3/2/2002 - 31/1/2003: 24/24h hàng ngày. - BTV3: - 1/2/2003 - 31/12/2018: 24/24h hàng ngày. - 1/1/2019 - 29/2/2024: 5h30 - 24h00 hàng ngày (18h30/24h). | |
| BTV4                      | Kênh Phim truyện – Giải trí tổng hợp | Kênh được lên sóng vào ngày 15/4/2005, ban đầu với nội dung là kênh phim truyện tổng hợp. Từ ngày 1/5/2012 đến hết ngày 31/12/2020, kênh được liên kết với Công ty Cổ phần Tập đoàn Đại sứ trẻ (Yeah1) với tên thương hiệu là iMovie TV. Sau ngày 1/1/2021, iMovie TV chính thức ngừng phát sóng trên kênh BTV4 và được trả lại cho Đài PT-TH Bình Dương. Từ ngày 12/7/2013, kênh BTV4 - iMovie TV được phát sóng trên hệ thống của VTVCab. Từ ngày 14/2/2015, kênh được nâng cấp phát sóng chuẩn HD. Sau ngày 1/1/2021, iMovie TV ngừng phát sóng trên kênh BTV4 do không hiệu quả và được trả lại cho Đài PT-TH Bình Dương. Trong thời gian đó đến hết ngày 31/12/2023, kênh phát sóng các chương trình cũ và thời sự của đài tỉnh, phát lại của kênh BTV1. Từ 0h00 ngày 1/1/2024, kênh BTV4 chính thức dừng phát sóng. Thời lượng phát sóng trên BTV4: - 1/5/2006 - 31/12/2012: 24/24h hàng ngày. - 1/1/2013 - 31/1/2022 và 31/12/2023: 6h00 - 24h00 hàng ngày (18/24h). - 1/2/2022 - 30/12/2023: 6h00 - 2h00 rạng sáng ngày hôm sau (20/24h). | - VTVCab: Kênh 43 - Truyền hình OTT: VTVCab ON, TV360                                                                                   |
| BTV5                      | Kênh Thể thao hành động              | Kênh được lên sóng thử nghiệm vào ngày 1/1/2006 và chính thức phát sóng từ ngày 15/2/2007. Ban đầu, BTV5 được mang nội dung là kênh truyền hình chuyên biệt về thể thao - giải trí và từng phát sóng các trận đấu về bóng đá của một số sự kiện như V.League (điển hình là do có các trận đấu của Becamex Bình Dương), Cúp BTV… Từ 0h00 ngày 6/1/2015, kênh được liên kết với Truyền hình cáp Saigontourist (SCTV) và Ban biên tập Truyền hình Cáp của Đài Truyền hình Việt Nam (nay là Ban biên tập Truyền hình đa phương tiện của Đài Truyền hình Việt Nam - VTVpcd). Vào lúc này, kênh BTV5 có tên gọi của thương hiệu mang tên là SCTV Thể thao. Từ ngày 1/8/2016, kênh BTV5 được đổi tên từ SCTV Thể thao thành SSport. Từ ngày 15/1/2017, kênh BTV5 được đổi tên lại từ SSport thành SSport 3. Từ ngày 27/1/2023, SSport 3 ngừng phát sóng trên kênh BTV5 sau hơn 6 năm và SCTV đã chính thức ngừng hợp tác để trả về cho Đài PT-TH Bình Dương. Từ ngày 1/3/2023, kênh được liên kết với VTVCab dưới tên gọi là ON Sports Action. Vào ngày 29/05/2024, khi kênh bị lỗi trên ứng dụng TV360, vài phút sau mới khắc phục được lỗi. Từ ngày 1/7/2024, ON Sports Action chính thức ngừng phát sóng trên kênh BTV5 và được trả về cho Đài PT-TH Bình Dương, tính đến khi dừng phát sóng thì kênh chỉ phát lại một số chương trình thể thao của VTVCab. Trong thời gian tạm ngừng phát sóng (từ 23h58 ngày 30/6/2024 đến 6h00 ngày 1/7/2024), kênh chính thức ngừng phát sóng trên ứng dụng TV360 và VTVcab ON, sau đó kênh mới hoạt động lại trên VTVcab ON. Trong thời gian ngừng phát sóng (từ 9h20 ngày 1/7/2024 đến 10h00 ngày 2/7/2024), kênh chính thức ngừng phát sóng trên ứng dụng VTVcab ON, sau đó kênh này đã hoạt động trở lại trên hạ tầng cáp và kỹ thuật số của kênh VTVCab. Từ ngày 27/07/2024, ON Sports Action chính thức ngừng phát sóng và trả lại cho BTV quản lý nhưng vẫn tiếp tục hợp tác với VTVCab để sản xuất các chương trình thể thao và phát lại các chương trình của VTVCab. Trong ngày 28/7/2024, kênh BTV5 hoà sóng BTV Thể thao để phát sóng bi-a. Sau đó, kênh phục hồi lại tên cũ vào đêm cùng ngày. Từ ngày 29/8/2024, kênh BTV5 chính thức lên sóng trở lại trên VTVcab ON. Từ ngày 15/1/2025, kênh BTV5 tắt logo màn hình, đồng nghĩa với việc kênh chính thức ngừng phát sóng. Thời lượng phát sóng trên BTV5: - 1/1/2006 - 28/2/2023: 24/24h hàng ngày. - 1/3/2023 - 14/1/2025: 6h00 - 24h00 hàng ngày (18/24h). | |
| BTV6                      | Kênh Văn hóa – Giải trí              | Kênh được lên sóng kể từ ngày 22/9/2008, với nội dung ban đầu là kênh tổng hợp. Vào ngày 2/1/2011, NCM chính thức lên sóng trên kênh BTV6, nhưng từ ngày 11/11/2011, NCM chính thức ngừng phát sóng trên kênh BTV6 và được chuyển sang phát sóng trên kênh BTV10. Thay vào đó, kênh được liên kết hợp tác với AVG mang tên thương hiệu ViệtTeen 2Idol, định hướng mang nội dung là kênh ca nhạc dành cho giới trẻ. Từ ngày 15/10/2014, kênh BTV6 - ViệtTeen 2Idol được phát sóng trên hệ thống của VTVCab. Từ ngày 10/9/2019, ViệtTeen 2Idol chính thức ngừng phát sóng trên kênh BTV6 và được trả lại cho Đài PT-TH Bình Dương. Từ 0h00 ngày 1/3/2024, kênh BTV6 chính thức ngừng phát sóng. Thời lượng phát sóng trên BTV6: - 22/9/2008 - 29/2/2024: 24/24h hàng ngày. - 11/10/2013 - 13/10/2013: Tắt sóng quốc tang Võ Nguyên Giáp. - 20/3/2018 - 22/3/2018: Tắt sóng quốc tang Phan Văn Khải. - 26/9/2018 - 27/9/2018: Tắt sóng quốc tang Trần Đại Quang. - 6/10/2018 - 7/10/2018: Tắt sóng quốc tang Đỗ Mười. - 3/5/2019 - 4/5/2019: Tắt sóng quốc tang Lê Đức Anh. | |
| BTV10 – NCM               | Thể thao – Giải trí                  | Kênh được lên sóng từ ngày 1/8/2008 và sau đó được liên kết với Công ty Cổ phần Nghe nhìn Toàn cầu (AVG) và mang tên thương hiệu là NCM. Kênh được lên sóng thử nghiệm từ ngày 11/11/2011 và phát sóng chính thức từ ngày 09/02/2012 với thời lượng phát sóng từ 06h00 đến 24h00 hàng ngày (19/24h). Kể từ khi kênh lên sóng, kênh đã phát một số truyền hình trực tiếp liên quan đến bóng đá và các sự kiện khác. Ngoài ra, kênh cũng từng tiếp sóng các trận đấu trong khuôn khổ vòng loại Giải vô địch bóng đá thế giới 2022 khu vực Châu Á trên kênh VTC1 (chủ yếu là do có trận đấu của Việt Nam). Đồng thời, bên cạnh các chương trình thể thao, kênh còn dành thời gian để phát những chương trình về hài kịch, các chương trình giải trí... do AVG sản xuất. Từ ngày 15/10/2014, kênh BTV10 - NCM được phát sóng trên hệ thống của VTVCab. Kênh chính thức ngừng phát sóng do hết hạn hợp đồng giấy phép từ 21h00 ngày 5/1/2022. Thời lượng phát sóng trên BTV10 - NCM: - 1/8/2008 - 10/11/2011: 5h00 - 24h00 hàng ngày (19/24h). - 11/11/2011 - 4/1/2022: 6h00 - 24h00 hàng ngày (18/24h). - 11/10/2013 - 13/10/2013: Tắt sóng quốc tang Võ Nguyên Giáp. - 20/3/2018 - 22/3/2018: Tắt sóng quốc tang Phan Văn Khải. - 26/9/2018 - 27/9/2018: Tắt sóng quốc tang Trần Đại Quang. - 6/10/2018 - 7/10/2018: Tắt sóng quốc tang Đỗ Mười. - 3/5/2019 - 4/5/2019: Tăt sóng quốc tang Lê Đức Anh. - 14/08/2020 - 15/8/2020: Tắt sóng quốc tang Lê Khả Phiêu. - 5/1/2022: 6h00 - 21h00 trong ngày này (13/24h, sau đó tiếp tục phát lại trong chương trình nghệ thuật về tưởng nhớ nhạc sĩ Phú Quang dù không còn sử dụng logo kênh đến 24h00, ngày 9/1/2022). | |
| BTV11 – Top Home Shopping | Kênh Mua Sắm                         | Kênh lên sóng chính thức với nội dung là kênh truyền hình thiếu nhi và kênh BTV11 - SAM lên sóng vào ngày 11/11/2011, Đây là kênh truyền hình được liên kết hợp tác với AVG với tên thương hiệu SAM. Từ ngày 15/10/2014, kênh BTV11 - SAM được phát sóng trên hệ thống của VTVCab. Sau ngày 10/9/2019, SAM ngừng phát sóng trên kênh BTV11 và được trả lại cho Đài PT-TH Bình Dương. Từ ngày 24/2/2020, kênh được liên kết hợp tác với Công ty trách nhiệm hữu hạn Truyền thông và Thương mại HD với sự thay đổi nội dung từ kênh thiếu nhi sang kênh mua sắm với tên gọi Top Home Shopping. Trong ngày 6/3/2024, kênh BTV11 - Top Home Shopping tạm thời ngừng phát sóng do gặp phải sự cố kĩ thuật (trong thời gian từ 8h00 đến 11h43) và sau đó, thì kênh đã phát sóng trở lại như bình thường và sau lúc 0h00 ngày 1/5/2024, kênh BTV11 - Top Home Shopping đã chính thức ngừng phát sóng. Thời lượng phát sóng trên BTV11 - Top Home Shopping: - 22/9/2008 - 10/11/2011: 4h00 - 23h00 hàng ngày (17/24h). - 11/11/2011 - 9/9/2019: 6h00 - 24h00 hàng ngày (18/24h). - 11/10/2013 - 13/10/2013: Tắt sóng quốc tang Võ Nguyên Giáp. - 20/3/2018 - 22/3/2018: Tắt sóng quốc tang Phan Văn Khải. - 26/9/2018 - 27/9/2018: Tắt sóng quốc tang Trần Đại Quang. - 6/10/2018 - 7/10/2018: Tắt sóng quốc tang Đỗ Mười. - 3/5/2019 - 4/5/2019: Tắt sóng quốc tang Lê Đức Anh. - 10/9/2019 - 23/2/2020: 5h00 - 24h00 hàng ngày (19/24h). - 24/2/2020 - 30/4/2024: 24/24h hàng ngày. | - HTVC: Kênh 82 / Kênh 121 - AVG: Kênh 14 - FPT: Kênh 101 - SDTV: Kênh 36 UHF và k33 - Truyền hình OTT: VieON, FPT Play, BTV go, NETHub |

## Chương trình
Đây là danh sách các chương trình đã và đang phát sóng của Đài Phát thanh – Truyền hình Bình Dương được chia theo từng kênh, với các chương trình hiện đang được phát sóng được in đậm.

### BTV1
- An cư lạc nghiệp
- An ninh Bình Dương
- Bạn có biết
- Bản tin cuối ngày
- Bản tin giá cả
- Bản tin kinh tế
- Bản tin thị trường
- Bình Dương mến yêu
- Bình Dương ngày mới
- Câu chuyện cảnh giác
- Cà phê cười
- Chân dung và đối thoại
- Chúng tôi có ý kiến
- Chương trình thiếu nhi
- Chuyện 22 giờ
- Chuyện làng quê
- Đồng hành cùng BTV
- Gia đình tôi
- Giải trí cuối tuần
- Miền Đông 24h
- Món ngon mỗi ngày
- MTV Ca khúc hay trong tuần
- Tạp chí công nghệ thông tin
- Tạp chí công nghệ thông tin Bình Dương
- Tạp chí giáo dục
- Tạp chí văn hóa nghệ thuật
- Thể thao 24:00
- Thế giới động vật
- Thời sự
- Văn nghệ tổng hợp
- Việt Nam Online
- Vòng quanh thế giới
- Vòng tay nhân ái
- Vòng tròn tâm điểm
- Vượt qua thử thách
- Xa lộ thông tin
- Xạ thủ đua tài
- Xây dựng Đảng
- Xem và ngẫm

### BTV2
- Sắc màu thể thao
- Tạp chí bóng đá
- Tạp chí công nghệ thông tin Bình Dương
- Tạp chí thời trang
- Thế giới khoa học
- Thế giới vi tính
- Tạp chí quần vợt
- Thế giới thể thao
- Thể thao Number1
- Văn nghệ tổng hợp
- Việt Nam quê hương tôi
- Vượt qua thử thách
- Thời sự – Thời tiết – Thể thao

### BTV3
- Hoạt hình
- Kịch rối
- Năng động thời hội nhập
- Nhạc chuông 360
- Thời sự 18:00 news sports
- Phim nước ngoài
- Phim Việt Nam
- Tạp chí truyền hình
- Thế giới đó đây
- Vòng quanh thế giới
- VHS Viet Home Shopping
- Cùng mua sắm
- CMS

### BTV4
- Thời sự
- Phim nước ngoài
- Phim Việt Nam
- Ca nhạc và giải trí
- Thời tiết – Thể thao

#### iMovie TV
- Phim truyện
- Ca nhạc và giải trí

### BTV5 – ON Sports Action
- Tạp chí võ thuật
- Tường thuật thể thao (bóng đá, bóng rổ, võ thuật,...)
- Tạp chí MMA, F1H2O
- Tạp chí ATP Tour
- Bản tin Thế giới Thể thao
- Tạp chí đồng hành cùng Bundesliga, Ligue 1, Serie A,...
- Thuật ngữ thể thao

### BTV6
- Thời sự 18h
- Phim nước ngoài
- Phim Việt Nam
- Tạp chí truyền hình
- Thế giới đó đây
- Phim tài liệu

#### VietTeen 2Idol
- Quán làng
- Nhạc V-pop
- Nhạc K-pop
- Nhạc US-UK
- Ngôi sao đường phố
- Phim truyện
- Sắc màu bóng đá
- Hoạt hình

#### BTV7 - NETStar
- Khám phá thế giới
- Quán làng
- Nhanh như chớp
- vua tiếng Việt

### BTV9 – Bchannel
Kênh BTV9 - Bchannel có nội dung mang âm hưởng văn hóa phương Đông, tôn vinh văn hóa dân tộc và các giá trị đạo đức, lối sống dựa trên những triết lý của Phật giáo, đó chính là giáo lý Từ bi và Trí tuệ của đạo Phật.
- An định thân tâm
- An Viên ngày mới
- Bản tin An Viên 24h
- Bước ngoặt cuộc đời
- Bếp chay
- Chuyện giản dị – Những điều đến từ cuộc sống
- Chung một mái nhà
- Chùa Việt Nam
- Cơm chay cửa Thiền
- Camera giấu kín
- Dưới bóng bồ đề
- Dòng chảy cuộc sống
- Đâu khó có An Viên
- Đâu là đúng?
- Đạo và Hiếu
- Đi về phía Mặt Trời
- Hiểu và thương
- Hương sen màu nhiệm
- Huyền bí phương Đông
- Khỏe để An Viên
- Khai tâm nhật tụng
- Khai tâm truyện
- Lời Phật dạy
- Lắng nghe và chia sẻ
- Lăng kính cuộc sống
- Món chay
- Món ngon – Bài thuốc
- Nghệ thuật Phật giáo
- Nghệ thuật Việt
- Ngày An Viên
- Những miền đất Phật
- Nghề xưa còn lại
- Nóng và Lạ
- Phim tài liệu
- Phim truyện
- Phim hoạt hình
- Quán Làng
- Sống để yêu thương
- Sách nói An Viên
- Thiền trong cuộc sống
- Thái cực quyền
- Thủ công tinh hoa
- Tạp chí võ thuật
- Thông điệp lịch sử
- Văn hóa toàn cảnh
- Vườn yên tĩnh
- Vòng quanh thế giới bằng xe đạp
- Xưa... Nay
- Yoga An Viên
- Yoga – Sự trải nghiệm

### BTV9 – Family
BTV9 – Family là kênh truyền hình chuyên biệt về gia đình Việt Nam.
- Chương trình ca nhạc

### BTV10 – NCM
NCM là viết tắt của ba chữ cái đầu trong câu khẩu hiệu của Olympic thể thao: Nhanh hơn – Cao hơn – Mạnh hơn. Kênh NCM bao gồm những chương trình thuộc lĩnh vực thể thao, giải trí, trong đó đưa tin về các sự kiện, hoạt động trên tất cả các lĩnh vực thể thao trong và quốc tế.
- Nhịp sống thể thao
- Người thắng cuộc
- Nhanh hơn, cao hơn, mạnh hơn
- Ngôi sao đường phố
- 15 phút với thần tượng
- NCM 120
- Tinh hoa võ thuật
- Tổng hợp V – League
- Thiên nhiên kỳ thú
- Thể thao Việt
- Hai mặt V – League
- Zing Update
- Zing Rewind

### BTV11 – Top Home Shopping
- Chương trình mua sắm

#### SAM
SAM là viết tắt chữ cái đầu của ba từ: Styles – Abilities – Motivations. Kênh SAM là kênh truyền hình phát sóng những chương trình giải trí dành cho khán giả ở độ tuổi thiếu nhi như các bộ phim hoạt hình trong nước và quốc tế, các game show vui nhộn, ngoài ra còn nhiều chương trình mang tính giáo dục.
- Phim hoạt hình
- Chương trình khai thác